# Euploea apicalis
Euploea apicalis är en fjärilsart som beskrevs av Carpenter 1942. Euploea apicalis ingår i släktet Euploea och familjen praktfjärilar. Inga underarter finns listade i Catalogue of Life.